# 益田孝
益田孝（英語：Masuda Takashi, 1848年11月12日—1938年12月28日）是一位日本企业家。

## 生平
1848年出生于日本佐渡国，父亲担任箱馆奉行后被派往江户，后进入赫本学校（现明治学院大学）学习，1863年和父亲一起随横滨锁港谈判使节团访问欧洲，返回日本后进入幕府陆军，1867年升任旗本，1868年升任骑兵头。1869年进入横滨一家贸易公司，1872年在井上馨推荐下进入大藏省，后由于腐败丑闻离职。1874年由于英语流利进入井上馨的公司东京本社副社长，1876年中外物价新版创刊，对公司重组后成立三井物产，并担任初代社长。1894年担任专务理事，1900年成立臺灣製糖，将经营业务发展至殖民地。1918年被封为男爵，1933年从商界前线退休，将领导权交给长子，但保留顾问身份。
1938年12月18日，因感冒和支气管炎并发，开始在神奈川县小田原市的家中休养。同年12月27日陷入昏迷，次日12月28日去世，葬于护国寺。